# سعید شمس انصاری
سعید شمس انصاری (زاده ۲۲ خرداد ۱۳۱۴ در تهران – درگذشته ۱ اردیبهشت ۱۳۹۹ در تهران)، خوشنویس ایرانی بود.

## زندگی‌نامه
سعید شمس انصاری در سال ۱۳۱۴ خورشیدی در تهران در خانواده‌ای متدین و هنر دوست دیده به جهان گشود. پدرش در شغل سراجی (کیف و چمدان) مشغول به کار بود.
سعید تحصیلات ابتدایی را در دبستان فرهنگ در بازارچه نایب السلطنه واقع در خیابان ری گذراند. دوره متوسطه را در دبیرستان بدر در کوچه نصیرالدوله بدر بالاتر از میدان باغ پسته بک و امامزاده یحیی به اتمام رساند. وی در کنار تحصیل، خط را نزد پدر خود به‌طور مقدماتی آموخت.
وی در سال ۱۳۲۹ به کلاسهای آزاد خوشنویسی وقت (انجمن خوشنویسان ایران فعلی) وارد شد و زیر نظر سید حسین میرخانی، به فراگیری و تکمیل خط خود کوشید. در آن زمان، محل تشکیل کلاس‌های آزاد خوشنویسی در صحن وزارت فرهنگ و هنر سابق قرار داشت. وی و تنی چند از دوستان از جمله استاد اویس وفسی و استاد شمس انوری جزو اولین گروه شاگردان استاد سید حسین میرخانی بودند.
در همین حین آتلیه‌ای به نام نگارستان گیتی در نزدیکی خیابان ری می‌گشاید و در آن به کار تابلو سازی مشغول می‌شود. وی در همان سالها، به هنرستان کمال الملک به شاگردی استاد محمود اولیاء که یکی از شاگردان کمال الملک بودند، مفتخر می‌گردد و هنر نقاشی را هم نزد آن استاد فرا می‌گیرد. در راستای تکمیل و عرضه هنر نقاشی، وی بعد از هنرستان مشغول به کار در آتلیه‌ای نزد استاد محمد بهرامی مشغول می‌شود و آنجا در کنار دوستان و اساتیدی چون مرتضی ممیز، آیدین آغداشلو، علی اکبرصادقی ، محمد تجویدی، بیوک احمری، امین‌الله رضایی، رحمت همتی، رضا محمدی، فرج‌الله رضایی، علی شاهمیری و استاد حمیدی از استادان دانشگاه تهران در آتلیه پارس مشغول به کار می‌شود. در آن زمان، کارهای نقاشیخط، گرافیکی و تبلیغاتی شرکت‌هایی مانند؛ بیسکویت ویتانا، بیسکویت گرجی، شرکت داروگر و مؤسسه دارو پخش، شرکت تولید دارو و شرکت سهامی کارتن ایران را به انجام می‌رساند. بسیاری از طرح‌های فوق هنوز بر روی این محصولات دیده می‌شوند. بعد از کار در آتلیه پارس، وی مستقل شده و آتلیه‌ای در پاساژ اقبال در خیابان شاه آباد (جمهوری فعلی) می‌گشاید و در آن باز هم به کارهای نقاشیخط، گرافیکی و تبلیغاتی می‌پردازد.
ایشان در سال ۱۳۳۹ ازدواج کرد، که حاصل این ازدواج پنج فرزند پسر می‌باشد.
سعید شمس انصاری در سال ۱۳۵۲ مدرک ممتاز و در سال ۱۳۵۹ مدرک استادی انجمن خوشنویسان را دریافت کرد.
سعید شمس انصاری دارای گواهینامه درجه یک هنری از وزارت فرهنگ و ارشاد اسلامی، و عضو شورای داوری انجمن خوشنویسان ایران و عضو شورای ارزشیابی هنری انجمن خوشنویسان ایران می‌باشد. لازم به توضیح است که شورای مذکور، گواهینامه‌های مختلف دوره‌های عالی، ممتاز، فوق ممتاز و استادی را در یک هیئت هشت نفره از زیر نظر می‌گذراند.
وی از سالهای ۱۳۳۶ تا ۱۳۶۸ آتلیه‌های دیگری به نام‌های شمس و گلبرگ را دایر کرده و در آن برای کتاب فروشی‌ها، موسسات تولیدی و کارخانجات، بانک‌ها و بسیاری موسسات دیگر، کارهای نقاشی و گرافیکی انجام می‌داد. علاوه بر این وی سالها در صنعت چاپ مشغول به فعالیت در چاپخانه خویش بود و در زمینه چاپ هم تجربیات فراوانی دارد.
وی تجربه حضور در نمایشگاه‌های فردی و گروهی بسیار زیادی را در طول دوران زندگی هنری خویش داشته‌است. علاوه بر این سعید شمس انصاری در طول زندگی هنری خود کتابت آثاری مانند دیوان حافظ، دیوان سعدی، پنج گنج نظامی، قرآن مجید و آثار ماندگار دیگری را به رشته تحریر درآورده‌است.
وی در زمینه شعر هم فعالیت‌های بسیاری انجام داده‌است و از آن جمله کتاب‌های حسین خدای حماسه‌ها (شعر)، لالایی‌های امروز (شعر و خط) و باغ بلور (شعر) از وی به چاپ رسیده‌است. وی در بسیاری از انجمن‌های ادبی تهران نیز عضویت داشته‌است.
ایشان، در سالهای دور تجربه نوشتن قصه و نمایشنامه را نیز داشته‌است.

## تالیفات
ایشان در حال حاضر کتاب‌های زیادی را در دست تألیف دارد که بعضی از آنها آماده چاپ می‌باشند که از آن جمله می‌توان به آثار زیر اشاره کرد:
- مجموعه از ولادت در کعبه تا شهادت در محراب (شعر) (زندگانی علی)
- مناجات‌های شبانه (شعر و خط) (به سبک چلیپا)
- لالائی‌های مهدوی (شعر)
- لالائی‌های بلند (شعر)
- چهارده معصوم (شعر)